# Superman
Superman este un supererou de benzi desenate publicate de DC Comics. Personajul a fost creat de scriitorul Jerry Siegel și artistul Joe Shuster, și a debutat în Action Comics #1 (publicată la 18 aprilie 1938 și datată iunie 1938).
Superman s-a născut pe planeta Krypton. La naștere a primit numele de Kal-El. Părinții lui l-au trimis pe Pământ într-o mică navă spațială. Aici, el a fost găsit și adoptat de familia Kent, familie de fermieri din orașul fictiv Smallville. Martha și Jonathan Kent l-au numit pe băiatul lor Clark. Pe parcursul anilor, Clark a dezvoltat mai multe puteri supraomenești. Părinții adoptivi l-au sfătuit să își folosească abilitățile în slujba umanității, iar el a decis să devină justițiar. Pentru a-și proteja identitatea, atunci când luptă împotriva răului, Clark se îmbracă într-un costum colorat cu un mare „S” pe piept și folosește numele de „Superman”. Clark Kent locuiește în orașul fictiv american Metropolis, unde lucrează ca reporter pentru Daily Planet. Alte persoane importante din viața lui Clark Kent sunt colega jurnalistă Lois Lane, iubită și viitoare soție, prietenul său și totodată fotograful Daily Planet, Jimmy Olsen, și redactorul-șef Perry White. Cel mai mare dușman al lui Superman este Lex Luthor.
Superman nu este primul supererou, dar el a popularizat trendul supereroilor. Supereroii sunt de obicei judecați după cât de mult seamănă cu standardul stabilit de Superman. Benzile desenate cu Superman au fost cele mai bine vândute benzi desenate americane până în anii 1980.

## Caracterizare
În poveștile originale ale lui Siegel și Shuster, personalitatea lui Superman este dură și agresivă. El folosește adesea forța excesivă și teroarea împotriva infractorilor, iar în unele ocazii chiar îi ucide. Acest lucru a luat sfârșit la sfârșitul anului 1940, când noul editor, Whitney Ellsworth, a instituit un cod de conduită pe care personajele sale trebuiau să-l urmeze, interzicându-i lui Superman să mai ucidă vreodată. Personajul a fost îndulcit și i s-a dat un sentiment de umanitarism. Codul lui Ellsworth nu trebuie însă confundat cu „Comics Code”, creat în 1954 de către Comics Code Authority.
În primele sale apariții, Superman a fost considerat un rebel de către autorități, fiind împușcat de Garda Națională în timp ce rase o mahala pentru ca guvernul să creeze condiții mai bune de locuit pentru cei săraci. Până în 1942, însă, Superman lucra cot la cot cu poliția. Astăzi, Superman este văzut în mod obișnuit ca un erou curajos și bun la suflet, cu un puternic simț al dreptății, moralității și corectitudinii. El aderă la un cod moral de nezdruncinat, insuflat de părinții săi adoptivi. Angajamentul său de a acționa în cadrul legii a fost un exemplu pentru mulți cetățeni și eroi, dar a stârnit resentimente și critici în rândul altora, care îl numesc „marele cercetaș albastru”. Superman poate fi destul de rigid în această trăsătură, provocând tensiuni în comunitatea supereroilor. Acest lucru a fost cel mai notabil cu Femeia Fantastică, una dintre cele mai apropiate prietene ale sale, după ce aceasta l-a ucis pe Maxwell Lord. Booster Gold a avut inițial o relație glacială cu Omul de Oțel, dar a ajuns să-l respecte.

### Abilități
Catalogul abilităților lui Superman a variat considerabil de-a lungul întregii serii Superman, lansată în 1938.
Începând cu Action Comics #1 (1938), Superman dispune de o forță supraomenească. Coperta din Action Comics #1 îl arată pe Superman ridicând fără efort o mașină deasupra capului. În unele povești, el este suficient de puternic pentru a schimba orbitele planetelor, și pentru a zdrobi cărbunele în diamant cu mâinile.
Începând cu Action Comics #1 (1938), Superman are un corp extrem de rezistent, aproape invulnerabil. Gloanțele ricoșează de pe corpul său. În unele povești, cum ar fi Kingdom Come, nici măcar o bombă nucleară nu-l poate afecta.
În primele povești, costumul lui Superman este făcut din materiale exotice care sunt la fel de rezistente ca și el, motiv pentru care nu se rup atunci când acesta realizează fapte supraomenești. În relatările ulterioare, începând cu Man of Steel #1 (1986), se spune că trupul lui Superman proiectează o aură ce face invulnerabilă orice haină pe care o poartă, și, prin urmare, costumul său este la fel de rezistent ca și el, chiar dacă este confecționat din pânză obișnuită.
În Action Comics #1, Superman nu putea zbura. El călătorea alergând și sărind, lucru pe care îl putea face într-o măsură prodigioasă datorită forței sale. Superman a dobândit abilitatea de a zbura în al doilea episod al serialului radiofonic din 1940. Superman poate zbura mai repede decât sunetul și, în unele povești, poate zbura chiar mai repede decât viteza luminii pentru a călători în galaxii îndepărtate.
Superman poate proiecta și percepe raze X prin intermediul ochilor săi, ceea ce îi permite să vadă prin obiecte. El folosește pentru prima dată această putere în Action Comics #11 (1939). Anumite materiale, cum ar fi plumbul, îi pot bloca vederea cu raze X.

## Adaptări

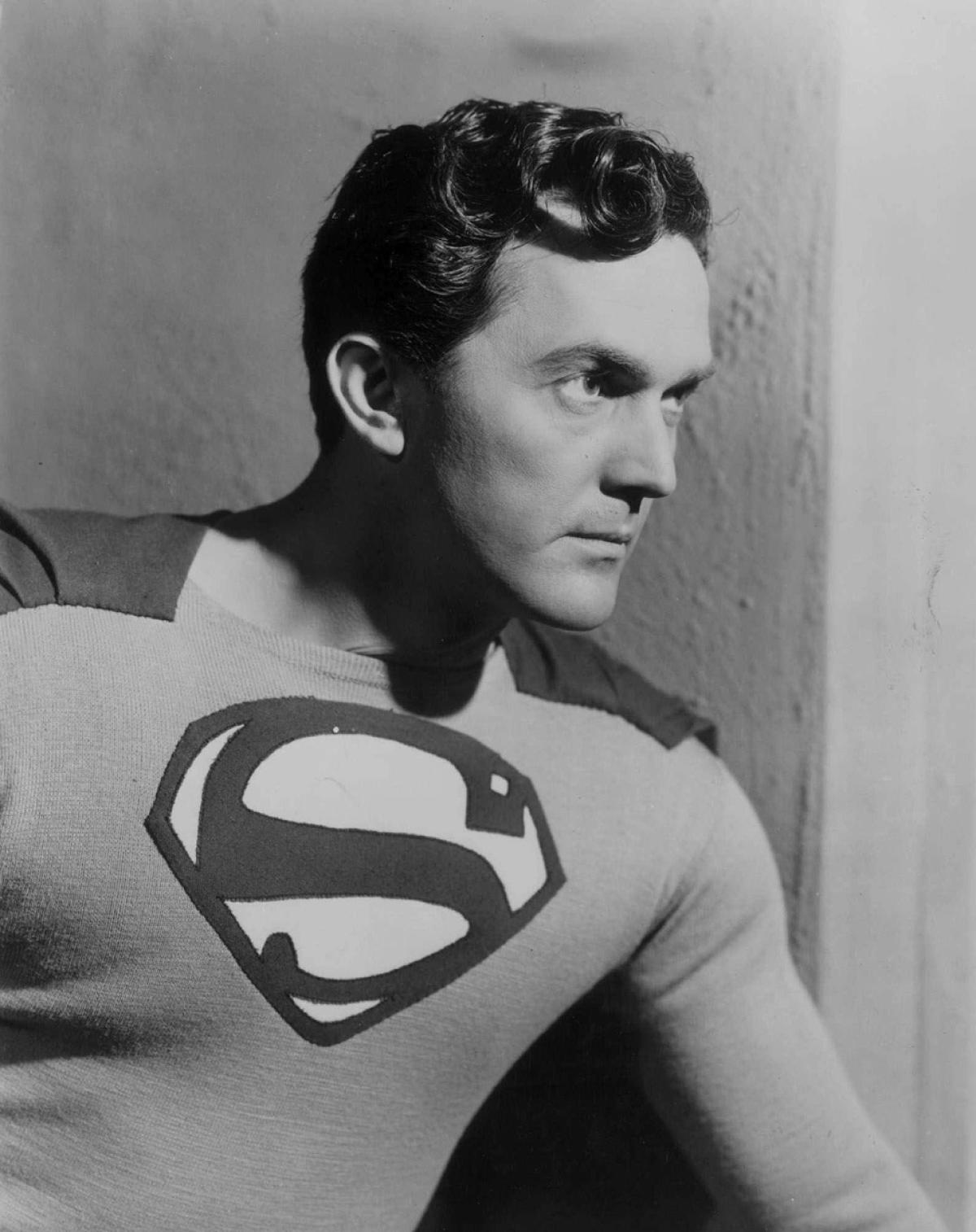
Kirk Alyn, primul interpret al lui Superman pe marile ecrane (Superman, 1948)

Prima adaptare a lui Superman în afara benzilor desenate a fost o emisiune radio intitulată Aventurile lui Superman. Emisiunea a fost difuzată între anii 1940 și 1950, și a avut parte de numai puțin de 2.088 de episoade, fiecare având între 15 și 30 de minute. Budd Collyer a fost actorul de voce pentru Superman în majoritatea episoadelor.
Primul film cu Superman a fost lansat în 1948. Acesta era alcătuit din mai multe episoade de câte 30-40 minute și îl avea pe actorul Kirk Alyn în rolul lui Superman. Următorul film, intitulat Atom Man vs. Superman, a fost lansat în 1950 cu același actor în rol principal. În următorul film cu Superman, Superman and the Mole Men, rolul lui Superman i-a fost atribuit lui George Reeves, care urmă să își reia partea în serialul Aventurile lui Superman, difuzat între anii 1952 - 1958.
Primul film cu buget foarte mare a fost Superman I, din 1978. Superman a fost interpretat în acest film, cât și în următoarele trei Superman II, Superman III și Superman IV : Lupta pentru pace, de actorul Christopher Reeve. 
Lois & Clark: The New Adventures of Superman a fost un serial ce a durat din 1993 până în 1997. În rolul lui Clark Kent cunoscut ca Superman a fost actorul Dean Cain. Acest serial a fost urmat de serialul Smallville, care a fost difuzat între anii 2001 și 2010, și l-a avut în rolul tânărului Clark Kent pe Tom Welling.
În filmul din 2006 Superman Revine, rolul i-a fost atribuit lui Brandon Routh.
Henry Cavill l-a portretizat pe celebrul supererou în următoarele filme: Man of Steel: Eroul din 2013 , Batman vs. Superman: Zorii dreptății din 2016 și Liga Dreptății din 2017.
Superman a apărut și în serialele Supergirl, Arrow, The Flash, Batwoman și DC's Legends of Tomorrow, interpretat de actorul Tyler Hoechlin. Acesta își va relua rolul în viitorul serial Superman & Lois, ce a avut premiera pe 23 februarie 2021.
În 2025 a fost lansat filmul Superman, cu David Corenswet în rolul lui Superman. Pelicula a fost scrisă și regizată de James Gunn, și este primul film din DC Universe (DCU). Milly Alcock a interpretat-o pe Supergirl în film, și va relua rolul în viitorul film Supergirl (2026).
Pe lângă filme și seriale live-action, Superman avut parte și de multe încarnări în universul animat.

## Impact

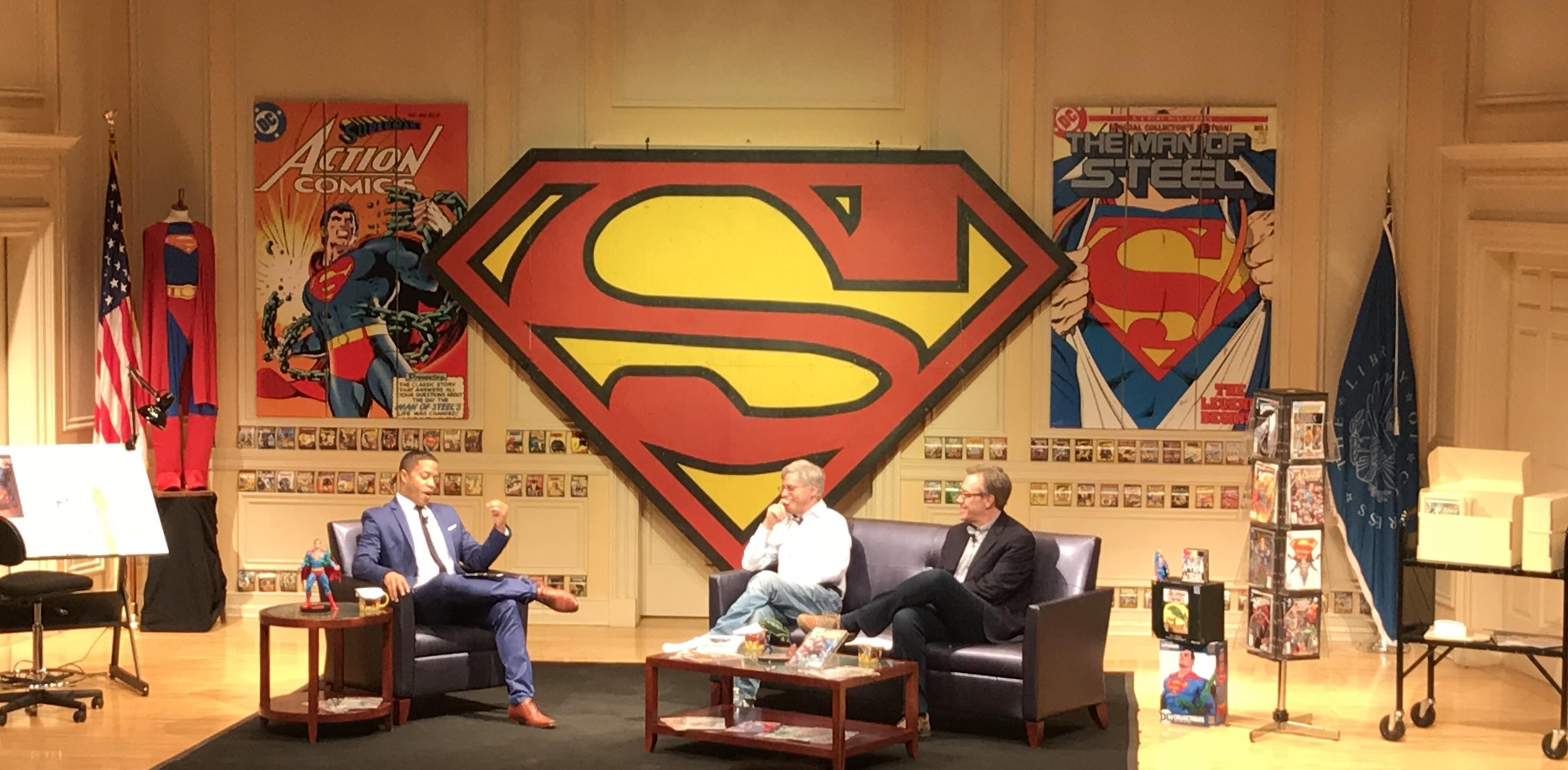
În 2018, Biblioteca Congresului a găzduit o discuție cu ocazia celei de-a 80-a aniversări a lui Superman.

Superman este adesea considerat ca fiind primul supererou. Acest aspect poate fi dezbătut: Liliacul Ogon, Fantoma, Zorro și Magicianul Mandrake se încadrează fără îndoială în definiția supereroului, și sunt predecesorii lui Superman. Cu toate acestea, Superman a popularizat acest tip de personaj, și a stabilit etichetele clasice ale arhetipului: un costum, un nume de cod, abilități extraordinare și o misiune altruistă. Succesul lui Superman în 1938 a generat un val de imitații, printre care se numără Căpitanul America și Căpitanul Marvel. Această perioadă este denumită astăzi Epoca de Aur a benzilor desenate americane, care a durat din 1938 până în jurul anului 1950. Epoca de Aur s-a încheiat când vânzările de cărți de supereroi americane au scăzut, ceea ce a dus la anularea multor personaje; însă Superman a fost una dintre puținele francize de supereroi care au supraviețuit acestui declin, iar popularitatea sa susținută până la sfârșitul anilor 1950 a dus la o renaștere în Epoca de Argint a benzilor desenate, când au fost create personaje precum Spider-Man, Iron Man și X-Men.
După cel de-Al Doilea Război Mondial, ficțiunea americană cu supereroi a intrat în cultura japoneză. Astro Boy, publicat pentru prima dată în 1952, a fost inspirat de Mighty Mouse, care, la rândul său, era o parodie a lui Superman. Scurtmetrajele animate Superman din anii 1940 au fost difuzate pentru prima dată la televiziunea japoneză în 1955, și au fost urmate în 1956 de serialul TV Adventures of Superman, cu George Reeves în rolul principal. Aceste emisiuni au fost populare printre japonezi, și au inspirat propriul gen prolific de supereroi din Japonia. Primul film japonez cu supereroi, Super Giant, a fost lansat în 1957. Primul serial de televiziune japonez despre supereroi a fost Moonlight Mask, în 1958. Printre alți supereroi japonezi notabili se numără Ultraman, Kamen Rider și Sailor Moon.

### Artă
Începând cu perioada Pop art și în mod continuu, începând cu anii 1960, personajul Superman a fost „însușit” de mai mulți artiști plastici, și încorporat în operele de artă contemporană, mai ales de Andy Warhol, Roy Lichtenstein, Mel Ramos, Dulce Pinzon, Mr. Brainwash, Raymond Pettibon, Peter Saul, Giuseppe Veneziano, F. Lennox Campello, și alții.